# Zgorzelec
Zgorzelec (Zgórjelc in alto sorabo, Görlitz in tedesco, Zhořelec in ceco), è una città della Polonia sud-occidentale, con 36.800 abitanti nel 1995.

## Geografia fisica
È situata nel voivodato della Bassa Slesia dal 1999, mentre dal 1975 al 1998 la città ha fatto parte del voivodato di Jelenia Góra. La città è situata sul fiume Nysa, il confine polacco-tedesco vicino alla città tedesca di Görlitz, della quale Zgorzelec una volta costituiva la parte orientale. Si trova nella parte polacca dell'antica regione geografica dell'Oberlausitz.
Il suo territorio è bagnato dai fiumi Neiße e Wittig che ivi confluiscono.

## Storia
Zgorzelec corrisponde alla parte orientale della città tedesca di Görlitz che fu annessa alla Polonia dopo la fine della seconda guerra mondiale e dopo gli accordi intrapresi nel 1945 dagli Alleati con la Conferenza di Potsdam e che stabilivano il nuovo confine tra la Germania e la Polonia. 
Zgorzelec è anche la città in cui fu firmato l'omonimo trattato, siglato dal Primo ministro provvisorio della Repubblica Democratica Tedesca, Otto Grotewohl ed il Primo ministro polacco Józef Cyrankiewicz contenente una dichiarazione in cui i due governi riconoscevano la linea dei fiumi Oder-Neisse come confine definitivo tra i due Stati.
Negli anni cinquanta 10.000 immigrati greci, principalmente partigiani comunisti membri dell'Esercito Democratico Greco, sconfitti nella guerra civile greca, si insediarono nella zona.
Dalla caduta del comunismo nel 1989, Zgorzelec e la città tedesca di Görlitz hanno sviluppato strette relazioni politiche. Nel 1999 venne costruita la chiesa ortodossa e dal 2002 si tiene il festival di musica tradizionale greca in città.

## Sport
In città ha sede la squadra di pallacanestro Koszykarski Klub Sportowy Turów Zgorzelec vincitrice di titoli nazionali.

## Amministrazione

### Gemellaggi
- Görlitz, dal 1980
- Avion
- Naoussa